# Хідяга
Хідяга (рум. Hideaga) — село у повіті Марамуреш в Румунії. Входить до складу комуни Сатулунг.
Село розташоване на відстані 406 км на північний захід від Бухареста, 14 км на південний захід від Бая-Маре, 91 км на північ від Клуж-Напоки.

## Населення
За даними перепису населення 2002 року у селі проживали 580 осіб.
Національний склад населення села:
| Національність | Кількість осіб | Відсоток |
| -------------- | -------------- | -------- |
| румуни         | 406            | 70,0%    |
| цигани         | 172            | 29,7%    |

Рідною мовою назвали:
| Мова      | Кількість осіб | Відсоток |
| --------- | -------------- | -------- |
| румунська | 407            | 70,2%    |
| циганська | 172            | 29,7%    |